# Le Beatnik et le Minet
Le Beatnik et le Minet est un court métrage français écrit et réalisé par Roger Leenhardt, sorti en 1967. Il est principalement connu pour être le premier rôle de Gérard Depardieu au cinéma.

## Synopsis
De l'Antiquité à nos jours, les hommes se divisent en deux grandes figures : le beatnik et le minet.

## Fiche technique
- Titre : Le Beatnik et le Minet
- Réalisation et scénario : Roger Leenhardt
- Musique : Guy Bernard
- Image : Marc Lauga
- Montage : Suzanne Gaveau
- Format : noir et blanc
- Pays de production :  France
- Durée: 20 minutes
- Date de sortie : 
  - France : mai 1967

## Distribution
- Gérard Depardieu : le beatnik
- Jacques Doniol-Valcroze : le minet
- Roger Leenhardt : le commentateur

## Tournage
Le Beatnik et le Minet a été tourné à Paris, dans le 6e arrondissement, rue de Tournon et au Palais du Luxembourg.